# Crique du Sac à Plomb
La crique du Sac à Plomb est une baie circulaire, pratiquement fermée, située à l'ouest de la Grande Terre des îles Kerguelen dans les Terres australes et antarctiques françaises (TAAF). Il s'agit d'une sous-division de la baie du Noroît ouvrant sur l'océan Indien.

## Géographie

### Situation
La crique du Sac à Plomb est une sous-division de la baie du Noroît située sur la côte ouest de la Grande Terre. Elle est localisée au sud du mont de la Faille (812 m) qui la domine de ses hautes parois et des lacs de la Baignoire et du Sabot qui s'y déverse directement par son court émissaire.
La crique est de forme circulaire et est quasiment fermée, avec un étroit chenal (non praticable) ouvert au sud-ouest sur l'océan au niveau de l'anse de Quiberon. D'un diamètre d'environ 1,4 km en moyenne, elle s'étend sur 2 km2 de superficie totale.

### Toponymie
Le nom de la crique est historiquement donné au XIXe siècle par les phoquiers anglais et américains qui chassaient dans les Kerguelen et l'avaient nommée Shot Bag Bay (assimilable en français à « sac à plombs ») en référence à leur outil de mesure des profondeurs. Elle figure sous ce nom sur la carte de John Nunn de 1850 avant que son nom soit traduit en français au XXe siècle.